# Golf Club: Wasteland
Golf Club: Wasteland — инди-игра в жанре головоломки и симулятора гольфа, выпущенная для мобильных устройств на платформах iOS и Android. Игрок управляет жителем марсианской колонии, который прибыл на постапокалиптическую Землю, чтобы играть в гольф среди руин исчезнувшей цивилизации.
Разработкой игры занималась независимая сербская студия Demagog Studio, которая в том числе занимается созданием коротких фильмов и арт-проектов. Golf Club Wasteland стал для команды своеобразным политическим манифестом против человеческого вмешательства в природу, а также авторитарных режимов, показывая, к как каким последствиям подобного рода политика может привести. Работая над окружающим миром, команда вдохновлялась советской монументальной, современной архитектурой и киберпанком.
Golf Club Wasteland получила в целом положительные оценки со стороны игровых критиков. Рецензенты похвалили игру за то, как она объединяет классический двухмерный симулятор гольфа с интересным и красиво оформленным постапокалиптическим сеттингом, который поэтапно раскрывает свои детали, поддерживая у игрока высокий интерес к игре.

## Игровой процесс
После экологической катастрофы на Земле, самые богатые из людей переселились в колонию «Тесла» на Марсе и в рамках чартерных рейсов отправлялись на Землю, чтобы играть на руинах исчезнувшей цивилизации в гольф.
Игрок управляет одним из таких богачей, который пытается забить мячик от гольфа в лунку, которая может находится, где угодно, на земле, или же любом объекте, созданным людьми. Зачастую мяч требуется перекидывать по висящим платформам, представляющим собой висящие грузовые вагоны или разрушенные объекты инфраструктуры, сам герой может перемещаться по платформам на реактивном ранце. Также площадкой для гольфа могут выступать заброшенные жилые или общественные заведения. Сам игровой процесс схож с Desert Golfing, где прохождение уровня представлено плоской и двухмерной перспективой, а игрок может кидать мяч в направлении вперёд и назад, наживая пальцем по экрану и затем оттягивая его в противоположном направлении. Потеря мяча не перезапускает уровень, так как у героя в запасе есть неограниченное число мячей. В игре имеется также ряд других механик, например песок, на чьей поверхности мяч не отскакивает/перекатывается, или же коровы, которые могут съесть мяч.
Сама земля оказалась сильно отравлена радиационными и химическими отходами, в итоге растительность имеет жёлтый оттенок, однако на земле продолжают жить остатки человечества, а точнее выживать и в малых количествах. Сами гольфисты носят защитные скафандры. Окружающее пространство даёт множество намёков на то, что произошло, в частности, что причиной экологической катастрофы стала война, развязанная популистами, в честь чьих лидеров даже начали возводить статуи. Завершение уровня сопровождается титрами местного жителя, мальчика-альбиноса, который живёт на Земле, наблюдает за героем и начинает рассказывать своё видение катастрофы, то, как человечество страдало от массовых эпидемий и голоса, вода стала ядом, а сам осиротевший мальчик выживал со стаей собак, питаясь мелкими животными и не видя в течение следующих двух лет ни одного человека до тех пор, как не обнаружил людей в скафандрах, играющих в гольф. Он прибыл на землю из Марса в рамках миссии и был несчастен на своей новой родине, так как не смог в прошлом спасти свою семью.
Игра заканчивается видеовставкой, где герой встречает мальчика, и они вместе играют. Герой снимает шлем своего скафандра.

## Разработка
Разработкой игры занималась независимая сербская студия Demagog Studio, чей руководитель — Игорь Симич, работает в области современного искусства, а его работы были представлены в Галерее Аниты Бекерс (англ. Galerie Anita Beckers) во Франкфурте. Деньги, вырученные из продаж картин, позволили Симичу инвестировать в разработку ряда проектов, в том числе и Golf Club: Wasteland. С точки зрения художника, это не просто игра, а мультимедийный проект, сочетающий в себе элементы видеоигры, оригинального саундтрека и музыкальных клипов. Сама студия занимается не только разработкой игр, но и короткометражными фильмами и произведениями искусства.
Игорь вдохновлялся идеей мира после падения идеологии Силиконовой долины, после экологической катастрофы, отнявшей у людей веру в технологический прогресс, при этом предпосылка игры иронична: все жители Земли погибли, кроме самых богатых, которые переехали на Марс. Самым остроумной деталью в данной концепции выступает вступление со слов Симича: «Представьте, что мир был разрушен, и для ультрабогатых это стало инвестиционной возможностью для создания полей для гольфа в городских руинах». В целом, при создании игры, команда вдохновлялась политикой, идеей вероятного приближающейся экологической катастрофы и своём взгляде на человечество, как на «группу леммингов, прыгающих со скалы». Симич признался, что в игре есть в том числе отсылки к популистскому политику Дональду Трампу, так и к либералам из Силиконовой Долины и даже к русским геймдизайнерам. Разработчик намекнул, что апокалипсис возник в результате военного конфликта сверхдержав, отсыпаясь к холодной войне между США и СССР в XX веке.
Работая над окружающим пространством, команда вдохновлялась изображениями Белграда в руинах после падения Югославии, которая по мнению создателей являлась отсылкой к провалившейся утопии. В частности, в игре можно увидеть белградский небоскрёб, построенный в 1977 году. При создании окружающего мира, команда исходила из идеи создать эстетически красивые руины, подобно тому, как прекрасными считаются руины древней Греции или Рима. Команда также вдохновлялась бруталистсткой архитектурой, которая была популярная в авторитарных странах, призванная «подавить» волю человека и югославскими «победниками» — огромными монументальными скульптурами. При этом в игре встречаются и образцы современной архитектуры, а также достопримечательности из реальных стран. Неоновые вывески также ссылают к идее антиутопии и киберпанку, в частности к фильму «Бегущий по лезвию», при этом они выступают яркими пятнами в целом сером и унылом окружении. Чтобы построить обширный мир, команда использовала обширный набор инструментов Unity. Траектории мячей для гольфа рассчитывались с использованием встроенного физического движка, а листья, дым и пепел создавались с использованием системы частиц. Для некоторых эффектов, в частности передачи света или поверхности ходы использовались пользовательские шейдеры. Несмотря на двухмерность картинки, команда делала сцены объёмными, размещая разные предметы на разной глубине.
Сама сюжетная линия затрагивает со слов разработчиков идею ностальгии по прошлой жизни на Земле, в том числе сам главный герой путешествует по местам, в которых он бывал в прошлой жизни и слушает музыку с 2020-х годов, которая с его точки зрения также является ностальгической. При это игрок может найти шесть параллельных историй.

## Выход
Игра разрабатывалась, как премиальная и с акцентом на атмосферное окружающее пространства, как это аналогично реализовано в инди-играх Monument Valley, Hidden Folks, Old Man’s Journey и Sword and Sworcery, команда разработчиков с самого начала рассматривала пользователей мобильных устройств iOS, как свою основную игровую аудиторию. Над игрой работали пять человек, в том числе Никола Степкович, художественный руководитель. Звукорежиссёром и композитором музыки к игре выступил Шейн Берри, который живёт в Париже, Франции. Раннее Берри работал токийским диджеем, он создал семь оригинальных песен, которые можно услышать в музыкальной станции «Radio Nostalgia from Mars». Музыка сочетает в себе синтезатор, техно и вокал.
Игра Golf Club: Wasteland стала победителем на конкурсе Horizon Pitchslap Belgrade в 2017 году. После получения данной премии, они встретили с жюри, которые познакомили разработчиков с представителями Apple, в итоге сотрудничества с Apple и создателями Unity. Игра затем была номинирована создателями Unity, как «лучшая мобильная игра» 2018 года, а музыкальное сопровождение было номинировано в категории «лучшее звуковое сопровождение к фильму». Игра затем выиграла премию REBOOT Develop за «самый инновационный геймплей», а также премию лучшая история на мероприятии Big Indie Fest.
Игра также была продемонстрирована на мероприятии Casual Connect Europe в 2018 году, выход игры состоялся на мобильные устройства iOS в июне того же года, тогда команда надеялась привлечь к игре широкую демографическую аудиторию. 31 июля 2019 года игра вышла на Android.

## Восприятие
| Иноязычные издания | Иноязычные издания |
| Издание            | Оценка             |
| ------------------ | ------------------ |
| KickMyGeek         | [ 3 ]              |
| TouchArcade        | [ 9 ]              |
| Metro              | 8/10               |

Golf Club Wasteland получила в целом положительные оценки со стороны игровых критиков.
Редакция сайта Metro заметила, что игра пронизана чувством меланхолии и дарит чувство безмятежности, дополняемое приятной музыкой, озвучиванием и демонстрируя элегантные и полуразрушенные декорации. Критик KickmyGeek, обозревая Golf Club Wasteland заметил, что игра отражает тенденцию того, как метрополии продолжают свою экспансию на Земле, заменяя природные ландшафты каменными джунглями, в том числе и заставляя спорт адаптироваться к новой среде, образуя такие новые виды, как паркур, double Dutch, стритбол. Сама же игра в гольф, вместо традиционной среды, предлагает также играть среди городов. Если игрок любит игры, нарушающие устоявшиеся жанры и предлагающие необычную среду, что они определённо будут в восторге от Golf Club Wasteland. Уникальность данной игре придаёт сама история и окружающее пространство, поэтапно раскрывающее лор игры, а также причину экологической катастрофы, что делает из игры в итоге не просто симулятор гольфа, а захватывающее приключение. Само управление в игре простое и интуитивно понятное, а прохождения в игре недостаточно сложное, делает её казуальной, тем не менее лучшие результаты открывают доступ к дополнительным сюжетным элементам.
Рецензент сайта TouchArcade назвал Golf Club Wasteland идеальным сочетанием достаточно типичного симулятора гольфа с уникальным сеттингом постапокалиптического мира, который при желании игрока будет поэтапно раскрывать свои секреты и причины катастрофы. При этом саму игру можно рассматривать, как социальный комментарий, так как в ней достаточно чётко прослеживается отсылка к некоторым политическим деятелям современности, а также к идеям Илона Маска. В частности, основываясь на том, что разработчики игры родом из восточной Европы, критик увидел в нём протестный манифест левой-либеральной направленности в защиту свободы выражения, та также протест против репрессивного коммунистического правительства прошлого. В целом, критик назвал игру красивой и наполненной отсылками к современной культуре и приятным саундтреком. Само прохождение в игре не сложное, но награждающее за лучшие результаты дополнительными диалогами. Тем не менее критик указал и на некоторые недостатки, в частности он был не доволен тем, что игра не демонстрировала силу удара и угол наклона, что усложняло критику выполнение некоторых сложных бросков с первого раза.